# Parastremma
Parastremma es un género de peces de la familia de Characidae y de la orden de los Characiformes.

## Especies
- Parastremma album (Dahl, 1960)[1]
- Parastremma pulchrum (Dahl, 1960)[1]
- Parastremma sadina (C. H. Eigenmann, 1912)[1]